# Dussana vietnama
Dussana vietnama är en insektsart som beskrevs av Li och Webb 1996. Dussana vietnama ingår i släktet Dussana och familjen dvärgstritar. Inga underarter finns listade i Catalogue of Life.